# NBA 1990./91.
NBA 1990./91. je bila 45. po redu sezona sjevernoameričke profesionalne košarkaške lige.
U finalnoj seriji doigravanja prvaci Istočne konferencije Chicago Bullsi su omjerom 4:1 pobijedili prvake Zapadne konferencije Los Angeles Lakerse i osvojili svoji prvi naslov prvaka u povijesti.

## Poredak po divizijama na kraju regularnog dijela sezone
| Atlantic (Istok)       | Atlantic (Istok) | Atlantic (Istok) | Central (Istok)     | Central (Istok) | Central (Istok) | Midwest (Zapad)        | Midwest (Zapad) | Midwest (Zapad) | Pacific (Zapad)            | Pacific (Zapad) | Pacific (Zapad) |
| ---------------------- | ---------------- | ---------------- | ------------------- | --------------- | --------------- | ---------------------- | --------------- | --------------- | -------------------------- | --------------- | --------------- |
| Momčad                 | Pob              | Por              | Momčad              | Pob             | Por             | Momčad                 | Pob             | Por             | Momčad                     | Pob             | Por             |
| Boston Celtics (d)     | 56               | 26               | Chicago Bulls (d)   | 61              | 21              | San Antonio Spurs (d)  | 55              | 27              | Portland Trail Blazers (d) | 63              | 19              |
| Philadelphia 76ers (d) | 44               | 38               | Detroit Pistons (d) | 50              | 32              | Utah Jazz (d)          | 54              | 28              | Los Angeles Lakers (d)     | 58              | 24              |
| New York Knicks (d)    | 39               | 43               | Milwaukee Bucks (d) | 48              | 34              | Houston Rockets (d)    | 52              | 30              | Phoenix Suns (d)           | 55              | 27              |
| Washington Bullets     | 30               | 52               | Atlanta Hawks (d)   | 43              | 39              | Orlando Magic          | 31              | 51              | Golden State Warriors (d)  | 44              | 38              |
| New Jersey Nets        | 26               | 56               | Indiana Pacers (d)  | 41              | 41              | Minnesota Timberwolves | 29              | 53              | Seattle SuperSonics (d)    | 41              | 41              |
| Miami Heat             | 24               | 58               | Cleveland Cavaliers | 33              | 49              | Dallas Mavericks       | 28              | 54              | Los Angeles Clippers       | 31              | 51              |
| *                      | *                | *                | Charlotte Hornets   | 26              | 56              | Denver Nuggets         | 20              | 62              | Sacramento Kings           | 25              | 57              |

Napomena: (d) - ušli u doigravanje, Pob - pobjede, Por - porazi

## Doigravanje
| Istočna konferencija             | Omjer      |            |
| Prva runda                       | Prva runda | Prva runda |
| -------------------------------- | ---------- | ---------- |
| Chicago (1) - New York (8)       | 3:0        |            |
| Milwaukee (4) - Philadelphia (5) | 0:3        |            |
| Detroit (3) - Atlanta (6)        | 3:2        |            |
| Boston (2) - Indiana (7)         | 3:2        |            |
| Konferencijska polufinala        |            |            |
| Chicago (1) - Philadelphia (5)   | 4:1        |            |
| Boston (2) - Detroit (3)         | 2:4        |            |
| Konferencijsko finale            |            |            |
| Chicago (1) - Detroit (3)        | 4:0        |            |

| Zapadna konferencija               | Omjer      |            |
| Prva runda                         | Prva runda | Prva runda |
| ---------------------------------- | ---------- | ---------- |
| Portland (1) - Seattle (8)         | 3:2        |            |
| Phoenix (4) - Utah (5)             | 1:3        |            |
| L.A. Lakers (3) - Houston (6)      | 3:0        |            |
| San Antonio (2) - Golden State (7) | 1:3        |            |
| Konferencijska polufinala          |            |            |
| Portland (1) - Utah (5)            | 4:1        |            |
| L.A. Lakers (3) - Golden State (7) | 4:1        |            |
| Konferencijsko finale              |            |            |
| Portland (1) - L.A. Lakers (3)     | 2:4        |            |

Napomena: u zagradi je plasman unutar konferencije

## Finalna serija
| Utakmica                      | Omjer |
| ----------------------------- | ----- |
| Chicago (I) - L.A. Lakers (Z) | 4:1   |

Napomena: (I) - pobjednik Istočne konferencije, (Z) - pobjednik Zapadne konferencije

## Nagrade za sezonu 1990./91.
| Nagrada            | Osvajač         | Momčad          |
| ------------------ | --------------- | --------------- |
| Najkorisniji igrač | Michael Jordan  | Chicago Bulls   |
| Novajlija godine   | Derrick Coleman | New Jersey Nets |
| Trener godine      | Don Chaney      | Houston Rockets |